# Білан Галина Петрівна
Галина Петрівна Біла́н (нар. 27 травня 1951, Київ) — українська художниця; член Спілки радянських художників України з 1980 року та Спілки художників Ізраїлю з 1991 року.

## Біографія
Народилася 27 травня 1951 року в місті Києві (нині Україна). Дочка художників Ніни Макарової та Петра Білана. 1976 року закінчила Київський художній інститут, де навчалася, зокрема, у Віктора Шаталіна. Дипломна робота — картина «Поет Едуард Багрицький».
Упродовж 1976—1990 років працювала у живописному цеху Київського творчо-виробничого комбінату «Художник». Живе у Києві в будинку на провулку Бастіонному, № 9, квартира № 29.

## Творчість
Працює у галузі станкового живопису, створює тематичні картини, натюрморти, пейзажі. Серед робіт:
- «Поет Едуард Багрицький» (1976);
- «Весна» (1977);
- «У майстерні» (1978);
- «Перші сходи» (1979);
- «Екзамен» (1980);
- «Нам потрібен мир» (1983);
- «Хризантеми» (1984);
- «Осінній сад» (1985);
- «Жуків острів» (1987);
- «Осінній натюрморт» (1989);
- «Українська хата» (1992);
- «Дубове листя» (1993);
- «Святковий дарунок» (1995);
- «Лілії» (1997);
- «Вечорниці» (1998);
- «Великдень» (1999);
- «Літо» (1999);
- «До свята» (2002).

Бере участь у всеукраїнських, всесоюзних виставках з 1976 року. 1991 року експонувала свої роботи на виставці художників Ізраїлю.
Роботи перебувають у колекціях музеїв України, в приватних колекціях України та за кордоном.